# Phil Cunningham (gitarist)
Phil Cunningham (Oswaldtwistle (Lancashire, Engeland), 17 december 1974) is een Britse gitarist.
Cunningham is vooral bekend als gitarist van New Order. Hij verving Gillian Gilbert officieel in 2004, nadat hij reeds sinds 2001 fungeerde als sessiemuzikant bij de band. Zijn rol als gitarist verschilt een beetje van die van Gilbert, die naast gitaar ook (en vooral) de synthesizerpartijen voor haar rekening nam.
In de jaren 90 was Phil Cunningham gitarist bij de britpop-band Marion.